# Macuto de soldado

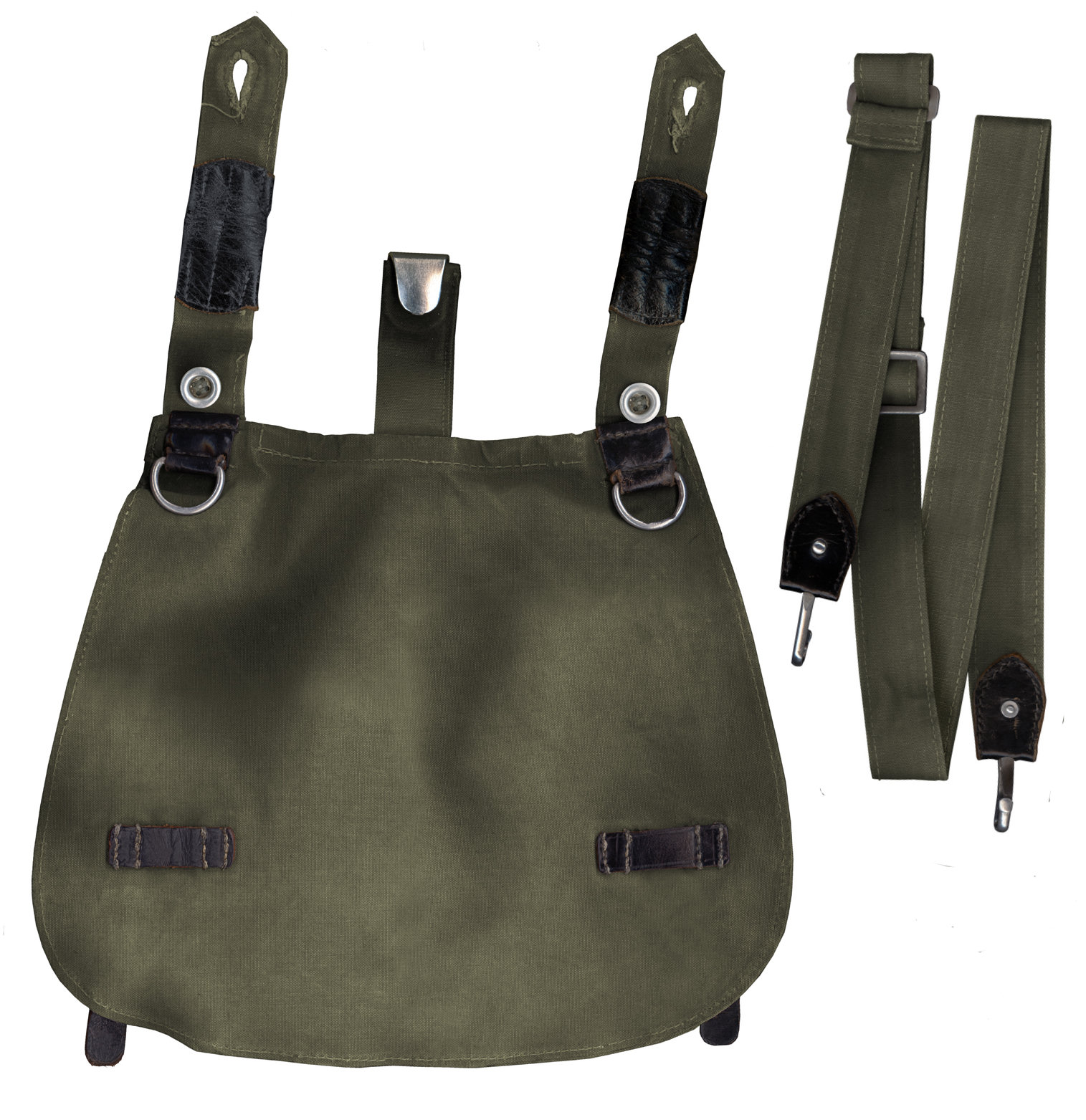
Barjola de soldado

El macuto de soldado o zurrón de soldado, es una pequeña bolsa que se utiliza para llevar comida y algunos artículos del equipamiento de los soldados (por ejemplo, munición de repuesto, granadas, cantimplora, otros artículos).
Hasta el siglo XIX los macutos se hacían con lona de lino o de algodón. Actualmente, se utilizan otros tejidos más modernos (por ejemplo, cordura). El macuto se adjunta a menudo al cinturón principal (en la parte posterior; se lleva bajo la mochila). También puede tener una bandolera.

## Ejército holandés
En el ejército holandés, existe una descripción fija de lo que pertenece a un macuto de soldado. En el Soldier's Handbook (edición de 1978) esto se indica de la siguiente manera: latas de comida (ambos se deslizan juntos con el lado abierto y se deslizan la caja resultante en el bolsillo frontal izquierdo); cubertería (junto a las latas de comida, en el bolsillo frontal izquierdo); capa de lluvia (pliegue longitudinalmente para crear una tira de +/− 20 cm, enrolla, coloque el rollo resultante en la parte inferior del compartimento grande); guantes (en la capa de lluvia); toalla (enrollar hasta una anchura de +/− 20 cm); bolsa de baño (enrollada y colocada sobre la toalla); tapa de campo (plegada por la mitad en el bolso); calcetines (un par en el bolsillo delantero derecho).

## Macuto escolar

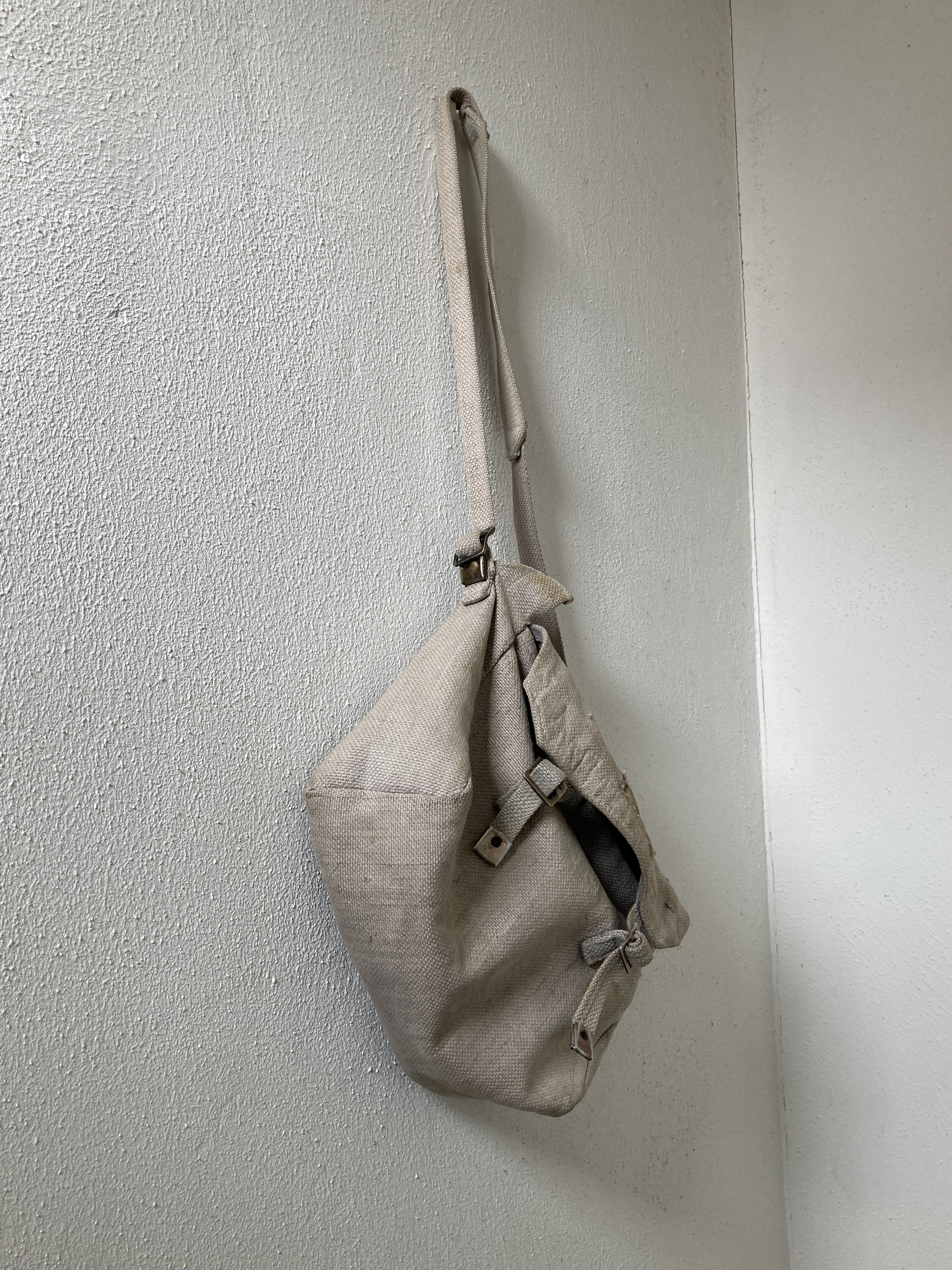
Barjola de soldado empleada en la escuela holandesa

Después de la Segunda Guerra Mundial, en los Países Bajos había abundancia de macutos de soldado dejados de surplus por los liberadores y ocupantes, y se utilizaron como mochila escolar.
En las décadas de 1960 y 1970, el macuto de soldado se convirtió para los jóvenes en una manera de rebelarse contra la sociedad y la escuela establecidas. Los macutos a menudo estaban decorados con textos, consignas de protesta y pegatinas. Se compraban tanto nuevas como usadas, a menudo en tiendas de vertedero del ejército.
En la década de 1980, el macuto de soldado perdió terreno ante la mochila de escuela en los Países Bajos.
El macuto tiene una forma robusta, verde militar o gris y hecho de lona, pero con una bandolera. Originariamente, estos grandes macutos fueron usados por los soldados estadounidenses durante la Segunda Guerra Mundial, de modo que se utilizaron en los Países Bajos a partir de 1945.

## Cuerpo de Marines de EE. UU.
Se ideó un sistema M-1941 de dos partes más versátil. Tiene un "mochila de marcha" superior para raciones, poncho y ropa, y una mochila inferior para zapatos y útiles adicionales. El exterior de la mochila superior tenía bucles y lengüetas con ojales para sujetar una bayoneta, una pala, un saco de dormir, una cantimplora adicional y un botiquín de primeros auxilios. Se emitió en lona de color canela o caqui.